# Бобовишћа
Бобовишћа су насељено место у саставу општине Милна, на острву Брачу, Сплитско-далматинска жупанија, Република Хрватска.

## Географски положај
Налазе се на западној страни острва Брача, 2-3 километра од Ложишћа, на путу према Милни.

## Историја
До територијалне реорганизације у Хрватској налазила су се у саставу старе општине Брач. Насеље је настало у XVII веку од пастирских станова. Удаљено је око 1 km од увале Бобовишћа која је касније насељена (Бобовишће на мору). Становници се баве маслинарством и виноградарством.
Насеља су настала око првог дворца који је саградила породица Назор досељена из Пољица на почетку XIX века. После Другог светског рата, песник Владимир Назор се враћа у своје родно место Бобовишћа на мору, где гради мали дворац са погледом на целу луку. У ували је барокни летњиковац породице Маринчевић-Глиго.
У околини Бобовишћа откривено је 1899. на локалитетима Рат и Круг праисторијско насеље раног гвозденог доба. У Вичијој луци постојало је друго насеља из којег потичу метални налази (коленице, шлемови грчко-илирског типа) и грчке керамике. У Луци Бобовишта откривени су 1850. остаци римског гробља.

## Становништво
На попису становништва 2011. године, Бобовишћа су имала 65 становника.
| Број становника по пописима | Број становника по пописима | Број становника по пописима | Број становника по пописима | Број становника по пописима | Број становника по пописима | Број становника по пописима | Број становника по пописима | Број становника по пописима | Број становника по пописима | Број становника по пописима | Број становника по пописима | Број становника по пописима | Број становника по пописима | Број становника по пописима | Број становника по пописима |
| --------------------------- | --------------------------- | --------------------------- | --------------------------- | --------------------------- | --------------------------- | --------------------------- | --------------------------- | --------------------------- | --------------------------- | --------------------------- | --------------------------- | --------------------------- | --------------------------- | --------------------------- | --------------------------- |
| 1857                        | 1869                        | 1880                        | 1890                        | 1900                        | 1910                        | 1921                        | 1931                        | 1948                        | 1953                        | 1961                        | 1971                        | 1981                        | 1991                        | 2001                        | 2011                        |
| 424                         | 1.561                       | 498                         | 617                         | 625                         | 433                         | 0                           | 244                         | 166                         | 137                         | 102                         | 75                          | 52                          | 62                          | 71                          | 65                          |

Напомена: До 1981. исказивано под именом Бобовишће. У 1869. садржи податке за насеље Ложишћа, а у 1921. подаци су садржани у насељу Милна.

### Попис1991.
На попису становништва 1991. године, насељено место Бобовишћа је имало 62 становника, следећег националног састава:
| Попис 1991.‍ | Попис 1991.‍ | Попис 1991.‍ | Попис 1991.‍ | Попис 1991.‍ |
| ----------- | ----------- | ----------- | ----------- | ----------- |
|             |             |             |             |             |
| Хрвати      | Хрвати      |             | 62          | 100%        |
| укупно: 62  |             |             |             |             |